# Эль-Кампанарио-и-Орадель
Эль-Кампанарио-и-Орадель (исп. El Campanario y Oradel) — посёлок в Мексике, штат Тамаулипас, входит в состав муниципалитета Нуэво-Ларедо. Численность населения, по данным переписи 2010 года, составила 6951 человек.